# Live at Clark University
Live at Clark University jest wydanym pośmiertnie albumem koncertowym Jimiego Hendriksa, będącym pełnym zapisem występu w Atwood Hall na uniwersytecie Clark w Worcester z 15 marca 1968 roku. Na płycie znalazły się także wywiady z członkami zespołu przeprowadzone przed i po zakończeniu koncertu. Jest to druga płyta wydana przez wytwórnię Dagger Records.

## Lista utworów
Autorem wszystkich utworów, chyba że zaznaczono inaczej jest Jimi Hendrix.
| Nr | Tytuł utworu                             | Długość |
| -- | ---------------------------------------- | ------- |
| 1. | „Jimi Hendrix: Pre-Concert Interview”    | 20:56   |
| 2. | „Fire”                                   | 3:33    |
| 3. | „Red House”                              | 7:09    |
| 4. | „Foxy Lady”                              | 4:31    |
| 5. | „Purple Haze”                            | 5:05    |
| 6. | „Wild Thing” (Taylor)                    | 8:12    |
| 7. | „Noel Redding: Post-Concert Interview”   | 7:13    |
| 8. | „Mitch Mitchell: Post-Concert Interview” | 8:58    |
| 9. | „Jimi Hendrix: Post-Concert Interview”   | 4:54    |
|    |                                          | 1:10:31 |

## Artyści nagrywający płytę
- Jimi Hendrix – gitara, śpiew
- Mitch Mitchell – perkusja
- Noel Redding – gitara basowa

## Źródła
- John McDermott, Live at Clark University, wyd. CD, książeczka, Dagger Records, Experience Hendrix, 1999 (ang.). Brak numerów stron w książce